# Mike Danton
Michael „Mike” Sage Danton, do 2002 jako Michael „Mike” Stephen Jefferson (ur. 21 października 1980 w Brampton, Ontario) – kanadyjski hokeista pochodzenia polskiego. Reprezentant Polski. Trener hokejowy.

## Kariera zawodnicza
- Quinte Hawks (1996–1997)
- Bramalea Blues (1997)
- Sarnia Sting (1997)
- Toronto St. Michael’s Majors (1997–1998)
- Barrie Colts (1998−2000)
- Albany River Rats (2000–2001)
- New Jersey Devils (2001, 2002)
- St. Louis Blues (2003–2004)
- Saint Mary’s University (2010–2011)
- IFK Ore (2011–2012)
- Orli Znojmo (2012)
- Kramfors-Alliansen (2012−2013)
- HC 05 Banská Bystrica (2012−2013)
- Bejbarys Atyrau (2013)
- HSC Csíkszereda (2013–2014)
- STS Sanok (2014−2016)
- 3L de Rivière-du-Loup (2016−2017)

Przez trzy sezony występował w kanadyjskiej juniorskiej lidze OHL w ramach CHL. W drafcie NHL z 2000 został wybrany przez New Jersey Devils, po czym zadebiutował w jego barwach w lidze NHL. Sezon 2000/2001 rozegrał w zespole farmerskim w lidze AHL, zaś w NHL grał regularnie od 2002 (New Jersey), następnie cały sezon 2003/2004 w barwach St. Louis Blues.
Po wznowieniu kariery od stycznia 2010 przez dwa sezony był zawodnikiem drużyny uniwersyteckiej uczelni Saint Mary’s University z Halifaksu w rozgrywkach akademickich Canadian Interuniversity Sport (CIS). W 2011 wyjechał do Europy i od tego czasu gra w tamtejszych ligach: wpierw występował trzecioligowych szwedzkich rozgrywkach Division 1, następnie w barwach czeskiego klubu Orli Znojmo w austriackiej lidze EBEL. W połowie 2012 został zawodnikiem angielskiego klubu Coventry Blaze z brytyjskiej ligi EIHL, lecz nie zagrał w jego barwach z uwagi na przeszkody prawne. Następnie początek sezonu 2012/2013 spędził ponownie w Division 1, a od stycznia 2013 do jego końca grał w słowackiej ekstralidze 2012/2013. Od lipca do grudnia 2013 był zawodnikiem kazachskiego klubu Bejbarys Atyrau w rozgrywkach Wysszaja Liga. Od grudnia 2013 do stycznia 2014 był graczem rumuńskiej drużyny HSC Csíkszereda w MOL Liga.
Od 23 stycznia 2014 był zawodnikiem polskiego klubu Ciarko PBS Bank KH Sanok w rozgrywkach Polskiej Hokej Ligi. Po zakończeniu sezonu Polska Hokej Liga (2014/2015) pierwotnie odszedł z klubu, lecz w sierpniu 2015 przedłużył kontrakt.  W połowie października 2015 otrzymał od selekcjonera Jacka Płachty powołanie do reprezentacji Polski. 6 listopada 2015 zadebiutował w kadrze Polski w turnieju z cyklu EIHC. Łącznie rozegrał sześć spotkań w barwach Polski.
Od lipca 2016 zawodnik kanadyjskiego klubu 3L de Rivière-du-Loup w rozgrywkach Ligue Nord-Américaine de Hockey (LNAH).

## Kariera trenerska
- Valley Wildcats (2017–2018)
- Pictou County Crushers (2020)

Po zakończeniu kariery zawodniczej podjął pracę trenerską. W sezonie 2017/2018 został członkiem sztabu drużyny Valley Wildcats z rozgrywek Maritime Hockey League. W połowie lutego 2020 został głównym trenerem zespołu Pictou County Crushers także z ligi MJAHL.

## Inne informacje
- Pierwotnie nazywał się Michael Stephen Jefferson. Latem 2002 zmienił tożsamość na Michael Sage Danton (powodem był zamiar odcięcia się od rodziny, w tym od ojca)[25][26].
- W 2014 poinformowano, że jego pradziadek był narodowości polskiej, urodził się w 1901 w miejscowości Lubkowce (ówczesna gmina Wołczkowce w powiecie śniatyńskim województwa stanisławowskiego II Rzeczypospolitej), do 1923 służył w Wojsku Polskim II RP, po czym wyjechał do Kanady i tam żył pod tożsamością Nicola Melnyczuk[27].
- Jego brat Tom Jefferson (ur. 1987) także był hokeistą[28].
- 16 kwietnia 2004, dwa dni po wyeliminowaniu jego drużyny St. Louis Blues w fazie play-off w sezonie NHL (2003/2004), został zatrzymany przez FBI pod zarzutem usiłowania zlecenia zabójstwa (proces sądowy wykazał, że ofiarą miał być jego agent David Frost)[29]. 8 listopada 2004 amerykański sąd skazał go na karę 7 i pół roku (90 miesięcy) pozbawienia wolności za zmowę w celu dokonania zabójstwa[30]. 11 września 2009, po 62 miesiącach w zakładzie karnym, wyszedł na wolność na mocy warunkowego przedterminowego zwolnienia[31][32].
- Podczas odbywania kary pozbawienia wolności pobierał korespondencyjną naukę w Queen’s University z Kingston. Rozpoczął studia w zakresie psychologii i kryminologii[33].
- W debiucie w szwedzkiej lidze Division 1 w barwach IFK Ore, 20 września 2011 udzielił pomocy partnerowi z drużyny, Marcusowi Bengtssonowi, po tym jak stracił przytomność w trakcie meczu (Danton wykorzystał umiejętności ratownicze nabyte wcześniej na kursie w zakładzie karnym)[34][35][36][37][38][39].
- W sierpniu 2012 władze brytyjskie odmówiły udzielenia mu wizy wjazdowej w związku z zaplanowanymi występami w drużynie Coventry Blaze[40][41][42][43].

## Sukcesy
Klubowe

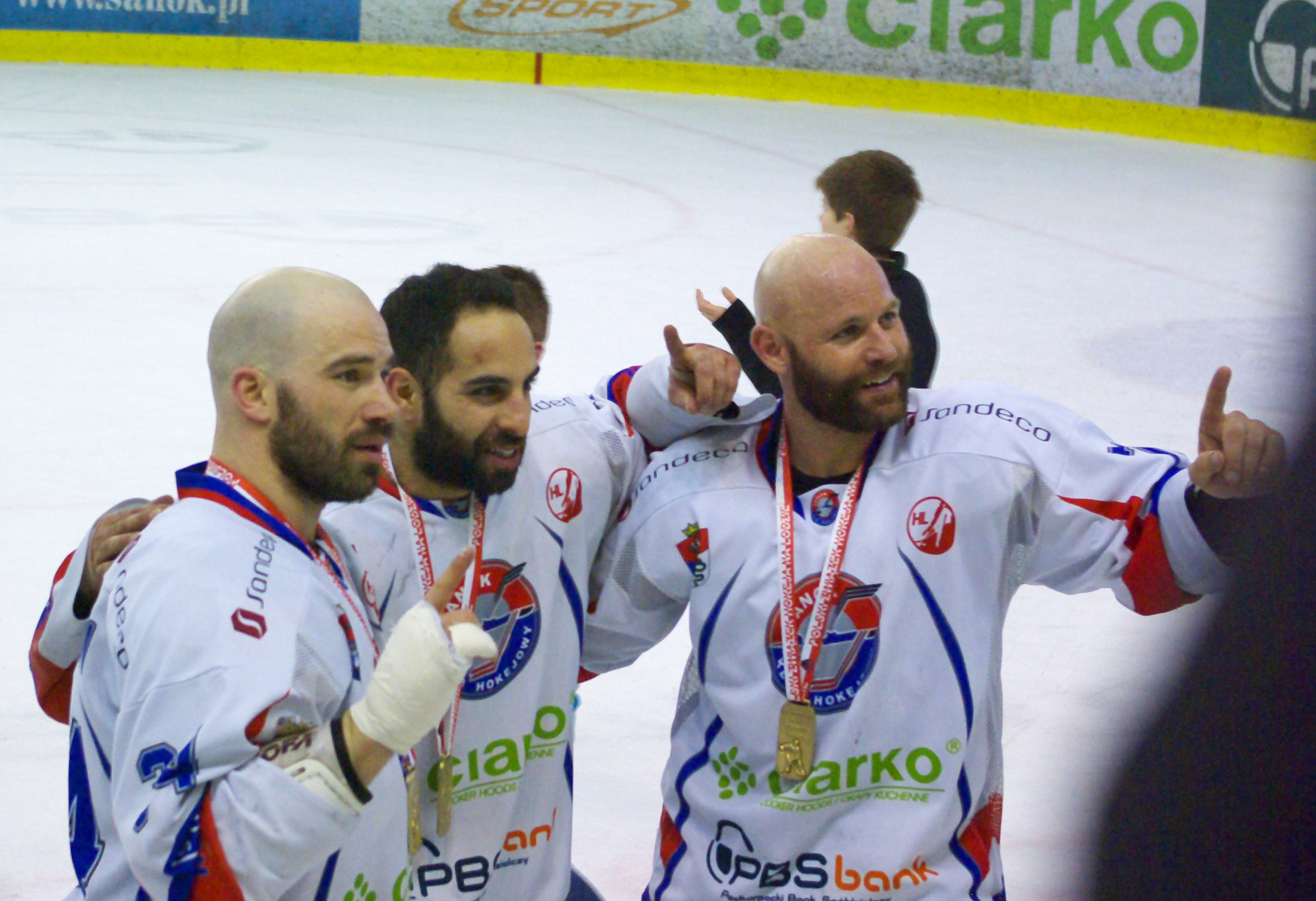
Kanadyjczycy Mike Danton, Samson Mahbod i Mike Bayrack w barwach zespołu z Sanoka po zdobyciu mistrzostwa Polski (2014)

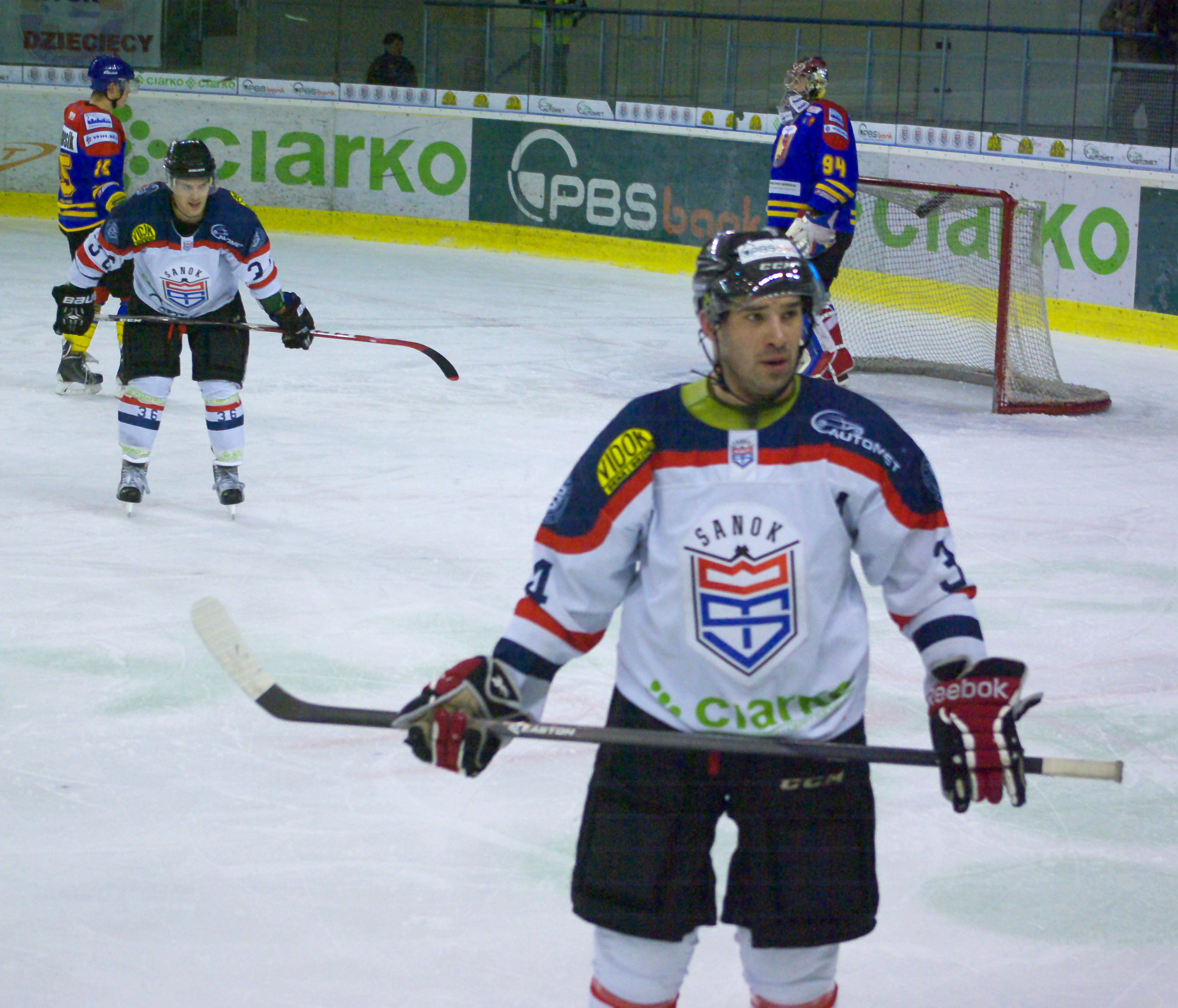
Mike Danton w barwach STS Sanok (2015)

- Emms Trophy: 1999, 2000 z Barrie Colts
- Bobby Orr Trophy: 2000 z Barrie Colts
- J. Ross Robertson Cup – mistrzostwo OHL: 2000 z Barrie Colts
- University-Cup: 2010 z Saint Mary’s University Halifax[44]
- Złoty medal mistrzostw Polski: 2014 z Ciarko PBS Bank KH Sanok
- Finał Pucharu Polski: 2014 z Ciarko PBS Bank KH Sanok

Indywidualne
- Ontario Hockey League (1999/2000):
  - Siódme miejsce w klasyfikacji asystentów w sezonie zasadniczym: 57 asyst[45]
  - Dziesiąte miejsce w klasyfikacji kanadyjskiej w sezonie zasadniczym: 87 punktów
  - Czwarte miejsce w klasyfikacji asystentów w fazie play-off: 16 asyst[46]
  - Siódme miejsce w klasyfikacji kanadyjskiej w fazie play-off: 23 punkty
- Puchar Kontynentalny 2014/2015#Grupa C:
  - Zwycięski gol w trzecim meczu Ciarko PBS Bank KH Sanok – ASC Corona 2010 Braszów 4:3, przesądzający o triumfie w całym turnieju i awansie do dalszej fazy (19 października 2014)[47][48]
  - Pierwsze miejsce w klasyfikacji kanadyjskiej w turnieju Grupy C: 3 gole[49]
  - Pierwsze miejsce w klasyfikacji asystentów w turnieju Grupy C: 4 asysty[50]
  - Pierwsze miejsce w klasyfikacji kanadyjskiej w turnieju Grupy C: 7 punktów[51]
  - Pierwsze miejsce w klasyfikacji +/- w turnieju Grupy C: +3[52]
  - Najlepszy napastnik turnieju Grupy C[53]
- Polska Hokej Liga (2014/2015):
  - Dziesiąte miejsce w klasyfikacji strzelców w sezonie zasadniczym: 17 goli
  - Szóste miejsce w klasyfikacji asystentów w sezonie zasadniczym: 25 asyst
  - Siódme miejsce w klasyfikacji kanadyjskiej w sezonie zasadniczym: 42 punkty
  - Pierwsze miejsce w klasyfikacji minut kar w sezonie zasadniczym: 129